# Замок Балвени
Замок Балве́ни (англ. Balvenie) находится в области Морей в Шотландии. Расположен в миле к северу от Дуффтауна. Охраняется государством.

## История
Первое упоминание о замке относится к 1200-м годам, когда Марджори, дочь Фергуса, последнего кельтского графа Бьюкена, вышла замуж за Уильяма Комина, одного из представителей новых шотландских аристократов. Он и стал новым графом, а также принял титул лорда Балвени. Уильям (или его сын Александр) и построил этот замок в Глен-Фиддихе.
В начале XIII столетия Комины поссорились с королём Робертом Брюсом и до начала 1400-х годов судьба Балвени неясна. В начале XV века замок оказался в руках могущественного семейства Чёрных Дугласов. Но и они канули в Лету в тщетной борьбе с королём Яковом II в 1455 году. Он в свою очередь передал Балвени одному из своих родственников — Джону Стюарту.
Стюарты перестроили замок, сделав его весьма комфортным для проживания, а в 1550 году граф Атолл пристроил к замку изящный, в стиле эпохи Возрождения, дом. Королева Мария Стюарт гостила здесь в сентябре 1562 года. Замок Балвени не смог выдержать испытание временем и поспевать за изменяющейся модой. Поблизости был выстроен новый, более комфортный дом, и к 1720 году замок был оставлен его обитателями и постепенно стал разрушаться.
Рядом с замком Балвини находится винокурня Balvenie (Балвени), получившая от этого замка название. Открыта в 1892 году Уильямом Грантом.